# Castianeira pugnax
Castianeira pugnax är en spindelart som beskrevs av Cândido Firmino de Mello-Leitão 1948. 
Castianeira pugnax ingår i släktet Castianeira och familjen flinkspindlar. Artens utbredningsområde är Guyana. Inga underarter finns listade.